# Margaret Burbidge
Eleanor Margaret Burbidge, född Peachey 12 augusti 1919 i Davenport i den brittiska staden Stockport, död 5 april 2020 i San Francisco, Kalifornien, var en brittisk astrofysiker och FRS, välkänd för sina forskningsrön och innehavare av många administrativa poster, bland annat som direktör för Observatoriet i Greenwich.
Under sin karriär kom hon att verka vid University of Londons observatorium, Yerkesobservatoriet vid University of Chicago, Universitetet i Cambridges fysikinstitution Cavendishlaboratoriet och Caltech. Mellan 1979 och 1988 var hon första direktör för Center for Astronomy and Space Sciences vid University of California, San Diego (UCSD), där hon arbetat från år 1962.

## Karriär
Burbidge började sina astronomistudier 1936 vid University College London, där hon examinerades 1939 och fortsatte sin forskarutbildning till doktorsexamen 1943. Hon blev nekad ett Carnegie-stipendium 1945 för att vistelsen skulle innefatta egna observationer vid Mount Wilson-observatoriet, vilket vid den tiden var reserverat för män. Denna och flera senare upplevelser skulle komma att göra Burbidge till en av de främsta personligheterna i kampen för jämställdhet inom astronomin.
1950 fick hon ett stipendium till Yerkesobservatoriet och for till USA året därpå. Hon åkte tillbaka till England 1953 och påbörjade ett forskningssamarbete med maken Fred Hoyle och William A. Fowler. Det uppmärksammade resultatet kom att kallas B2FH teorin efter deltagarnas initialer.
1955 lyckades hon äntligen få tillträde till Mount Wilson-observatoriet genom att utge sig för att vara sin makes assistent. När ledningen kom på det hela, gick de till slut med på att låta henne stanna. De båda fick dock bosätta sig i en separat stuga på området i stället för i männens sovsal.

## Familj
Margaret gifte sig 1948 med Geoffrey Burbidge, som var  teoretiskt inriktad astrofysiker. Paret fick en dotter, Sarah, född 1956.

## Vetenskapliga bedrifter
Efter sin doktorsexamen 1943 började hon forska på galaxer genom att koppla en spektrograf till teleskop. Vid Yerkesobservatoriet i USA kom hennes arbete att omfatta studier av klass B-stjärnor och galaxers struktur. 
1957 visade B2FH gruppen sitt inom astrofysiken välkända resultat att alla kemiska grundämnen utom de allra lättaste produceras genom kärnfusionsprocesser inuti stjärnor. De publicerade sina rön i en artikel med titeln Synthesis of the Elements in Stars. Artikeln är så berömd att den helt enkelt hänvisas till som B2FH och är erkänd som ursprunget till vad som nu är teorin för nukleosyntes i stjärnor. Detta belönades med Warner-priset redan 1959.
I sin senare forskning var hon en av de första att mäta massa och rotationskurvor för galaxer och hon är en av pionjärerna i att studera kvasarerna.
Vid UCSD deltog hon i att utveckla spektrografen för svaga objekt 1990 till Hubbleteleskopet. Fram till sin död var hon professor emeritus i fysik vid UCSD och verkade fortfarande aktivt inom forskningen, bland annat om alternativa kosmologiska modeller.

### Ärebetygelser
Utmärkelser
- Helen B. Warner Prize for Astronomy, tillsammans med maken (1959)
- Annie J. Cannon priset av American Astronomical Society (1972), vilket hon vägrade ta emot, därför att det enbart delades ut till kvinnor.
- Catherine Wolfe Bruce medal från Astronomical Society of the Pacific (1982)
- National Medal of Science (1983)
- Henry Norris Russell-föreläsning (1984)
- National Medal of Science (1985)
- Albert Einstein World Award of Science (1988)
- Royal Astronomical Societys guldmedalj, med sin make (2005)

Uppkallad efter
- Asteroid 5490 Burbidge[5]